# كفرتة
كفرتة قرية في ناحية كنسبا التابعة لمنطقة الحفّة في محافظة اللاذقية. بلغ عدد سكانها 264 نسمة حسب تعداد عام 2004.